# نمایش (فیلم ۱۹۲۷)
نمایش (انگلیسی: The Show) فیلمی در ژانر رمانتیک به کارگردانی تاد براونینگ است که در سال ۱۹۲۷ منتشر شد. از بازیگران آن می‌توان به جان گیلبرت، لیونل باریمور، پالی مورن، فرانسیس پاورز و دورتی سباستین اشاره کرد.